# Botel Neptun
Botel Neptun (též PU-60) byl pražský botel (plovoucí hotel), který stál od roku 1992[zdroj?] (či 1987) na vltavském rameni v Libni, v prostoru Libeňského přístavu. Nechaly jej postavit České loděnice jako ubytovnu pro dělníky.
Botel měl 67 lůžek ve 28 dvoulůžkových a třílůžkových kajutách tříhvězdičkové kategorie. Původně sloužil asi 6 let jako ubytovna pro dělníky, po roce 1989 vystřídal několik majitelů. V roce 1999 jej získal majitel, který jej hodlal přebudovat, svůj plán však neuskutečnil. V roce 2001 jej získal další majitel, který ji o kus přemístil. V roce 2004 sloužil jako výstavní prostory pro výstavu Designblok '04 (6. ročník) a Fashion Session. Designový ateliér Jan Jiránek zveřejnil v roce 2007 na svém webu studii renovace botelu,  pravděpodobně jej chtěl majitel přeměnit na výstavní prostor. V roce 2008 již botel na původním místě nebyl. V roce 2011 uvedl ředitel pobočky Státní plavební správy Praha, že plavidlo je značně poškozené a jeho další využití bez zásadní rekonstrukce velmi problematické.